# Ljoedmila Petroesjevskaja

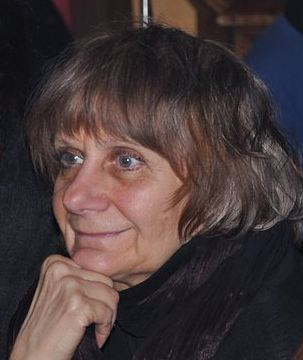
Ljoedmila Petroesjevskaja

Ljoedmila Stefanovna Petroesjevskaja (Russisch: Людмила Стефановна Петрушевская) (Moskou, 26 mei 1938) is een Russisch schrijfster en toneelschrijfster. 

## Leven en werk
Petroesjevskaja groeide op in een weeshuis bij Oefa. Na de Tweede Wereldoorlog werd ze journaliste. Vanaf 1968 wijdde ze zich aan literair werk en maakte vooral naam als toneelschrijfster. Haar vaak postmoderne werk mocht gedurende het Sovjet-regime echter niet op de planken worden gebracht en werd alleen in huiskamers gelezen. Ze brak pas echt door na de val van de Berlijnse Muur. In 1989 ging haar eenakter Een glas water in première in de Amsterdamse Stadsschouwburg, vertaald door Karen-Else Sluizer. De Pravda noemde haar een van de tien belangrijkste moderne toneelschrijfsters. 
Haar verhalenbundel Netten en Strikken verscheen in 1989 bij de Wereldbibliotheek, Amsterdam (vert. Helen Saelman).